# Carré (fromage)
Pour les articles homonymes, voir Carré (homonymie).
Carré est l'appellation ou la marque de plusieurs fromages dans les pays francophones :
- Carré d'Aurillac ;
- Carré de Bonneville ;
- Carré de Bray ;
- Carré de l'Est, fabriqué en Lorraine ;
- Carré de Rouez, en Sarthe, disparu;
- Carré du Poitou, en Charente-Poitou ;
- Carré d'Auge ;
- Carré Frais ;
- Carré Grosjean ;
- Carré du Vinage ;
- Carré de Liège ;
- Carré de Tourpes ;
- Carré du Bailli.